# Destiny 2
Destiny 2 es un videojuego de disparos en primera persona, desarrollado y publicado por Bungie. Se lanzó el 6 de septiembre de 2017 para PlayStation 4 y Xbox One, y el 24 de octubre del mismo año para Microsoft Windows. Es la secuela de Destiny y sus posteriores expansiones.

## Argumento
La historia retoma desde los acontecimientos de Destiny: Rise of Iron y la crisis de la  siva, el último contenido descargable del primer título de la franquicia, en esta instancia de la historia, la facción de la Legión Roja de los Cabal, una raza extraterrestre basada en un imperio militar-industrial, han atacado La Última Ciudad con fuerzas abrumadoras, dirigidas por su comandante emperador y supremo líder de los cabal, Dominus Ghaul. Los guardianes han sido despojados de sus poderes otorgados por el viajero y obligados a huir de la torre. Los guardianes deben redescubrir la luz y reactivar sus poderes para enfrentar a Ghaul y la Legión Roja, todo mientras se lanzan a aventurarse a nuevos mundos y aprenden más de los orígenes de la luz y la oscuridad, y también del viajero.

## Desarrollo
Una secuela de Destiny fue mencionada por primera vez en noviembre de 2014 por el director ejecutivo de Activision, Eric Hirshberg, dijo que "el trabajo también ha comenzado en futuros paquetes de expansión, así como en nuestro próximo lanzamiento de juego completo". Basado en documentos del calendario de lanzamiento original de Destiny, Bungie y Activision planeaban lanzar nuevas secuelas basadas en discos cada año hasta 2019, con grandes expansiones descargables entre ellas. Originalmente planeado para un lanzamiento en septiembre de 2016 (basado en los documentos originales). Bungie confirmó el 11 de febrero de 2016 que una secuela completa se lanzaría en 2017. Ese mismo mes, el escritor de videojuegos, Christopher Schlerf, quien fue el escritor principal de Halo 4 y trabajó en Mass Effect: Andromeda, se unió a Bungie. En diciembre de 2016, Bungie anunció que Vicarious Visions se uniría al equipo de desarrollo junto con Activision. A diferencia del original, se rumoreó que Destiny 2 también lanzaría en Microsoft Windows, que fue confirmado el 30 de marzo de 2017.
En el informe de ganancias de Activision para 2016, Hirshberg dijo que la secuela de Destiny estaba todavía "en camino para el lanzamiento este otoño 2017". Activision dijo que la secuela "ampliará el alcance global de la franquicia". Hirshberg elaboró que los jugadores que han pasado horas en el original "amarán" la secuela, y para aquellos que no han jugado a Destiny, o no han jugado en un tiempo,

...creemos que hemos hecho una secuela que va a tener mucho para ellos amar, también. La piedra angular de eso es una gran historia cinematográfica que ha sido un enfoque real con un gran elenco de personajes memorables, relacionables, junto con algunas formas muy agradables para hacer el juego más accesible para un jugador casual. Sin perder nada que nuestros jugadores principales adoren, lo hemos hecho más accesible a alguien que sólo quiere tener una gran experiencia de acción en primera persona, más casual.

Bungie había dicho que los personajes de los jugadores y la progresión se trasladaría a los próximos lanzamientos. Sin embargo, esto resultó ser sólo la mitad verdad. Los personajes y la progresión se trasladaron a las expansiones de Destiny, pero para la secuela, sólo los aspectos físicos de los personajes se trasladarán a la secuela, solo si han alcanzado el nivel 20 y completado la historia principal que concluye con la misión Jardín Negro. En cuanto a por qué la progresión y los elementos no se trasladarán, Bungie dijo: "Creemos que este es el mejor camino a seguir. Esto nos permite introducir los principales avances y mejoras que todos esperamos de una secuela, asegurando que será el mejor juego podemos crear, libre del pasado ". Bungie planea premiar a jugadores veteranos con algo especial en Destiny 2 para reconocer sus logros en el Destiny original. Los personajes, la progresión y los elementos de los jugadores seguirán siendo accesibles en el Destiny original, que permanecerá en línea después del lanzamiento de Destiny 2.
El 23 de marzo de 2017, un cartel promocional para la secuela fue filtrado por Lega Network, revelando el nombre del juego como Destiny 2 y una fecha de lanzamiento del 8 de septiembre de 2017, con la mención de una beta pública para el juego. El cartel mostró que, al igual que el original, Destiny 2 tendrá contenido exclusivo de PlayStation. El 27 de marzo de 2017, aunque no respondió directamente a la información filtrada, Bungie tuiteó una imagen de Destiny 2. La imagen mostraba La Última Ciudad en humo y en llamas con "Destiny" y un "2" grande sobre el Viajero. Esto fue seguido con un teaser trailer narrado por el personaje Cayde-6. El teaser mostró la Torre bajo el ataque de la Cabal, una de las razas (especies) enemigas del juego original. El canal de YouTube de PlayStation mostró un teaser ligeramente extendido, confirmando oficialmente que habrá contenido exclusivo programado para PlayStation 4, y durará hasta por lo menos entre otoño de 2018. Un tráiler completo revelado el 30 de marzo, muestra las tres clases de la Vanguardia, el Comandante Zavala (Titán), Cayde-6 (Cazador), e Ikora Rey (Hechicero), rallando a los Guardianes en la Torre destrozada por la guerra. La Cabal está siendo dirigida por Ghaul, el comandante de la Legión Roja. Los tráileres confirmaron que Lance Reddick, Nathan Fillion y Gina Torres volverán a representar sus papeles como las Vanguardias de clase, respectivamente. Nolan North también confirmó que estaría repitiendo Ghost, el compañero de AI del Guardian. Bungie tendrá una transmisión en vivo del juego de Destiny 2 el 18 de mayo de 2017.

## Lanzamiento
Destiny 2 se lanzó en todo el mundo el 6 de septiembre de 2017 para PlayStation 4, Xbox One, y por primera vez en la serie, para PC que ejecutan Microsoft Windows. Habrá varias ediciones del juego, incluyendo una edición de coleccionista, una edición limitada, una edición digital de lujo y el juego base estándar. Para la versión de Microsoft Windows se necesitará una cuenta de Battle.net para poder obtenerlo y jugarlo, es el primer juego que no tiene relación con las franquicias de Blizzard que estará disponible en su tienda. Al igual que el original, habrá un pase de expansión, que le dará acceso a las dos primeras expansiones de Destiny 2. También como el Destiny original, las precompras para el juego recibirán acceso temprano a la versión beta del juego. Los pedidos previos de GameStop también recibirán una cifra de colección de Cayde-6. Otras figuras y juguetes, como Lord Saladin, están disponibles para la compra después del lanzamiento de Destiny 2 en septiembre.

## Recepción
Destiny 2 recibió revisiones "generalmente favorables", de acuerdo con la página de reseñas Metacritic. Algunos críticos etiquetaron el juego como Destiny 1.5 debido a sus muchas similitudes con el Destiny original, pero elogió a las mejoras realizadas sobre su predecesor. Destiny 2 vendió 50,263 copias en la PlayStation 4 dentro de su primera semana de ventas en Japón, lo que lo colocó en el número uno en las listas de ventas semanales. El fin de semana del 23 de septiembre, Destiny 2 ocupó el puesto número 1 en la tabla de ventas del Reino Unido. Para los Premios de Críticos de Videojuegos de 2017, fue galardonado como Mejor juego de PC para la E3 2017. En The Game Awards 2017, Destiny 2 fue uno de los cuatro juegos en recibir seis nominaciones, la mayor cantidad para el evento del año, que fueron para Mejor dirección de arte, Mejor banda sonora/Música, Mejor diseño de audio, Mejor juego en curso, Mejor juego de acción y Mejor juego multijugador. Destiny 2 también fue el segundo juego de consola más taquillero del año 2017 en Norteamérica, y también fue el lanzamiento de PC más grande de Activision basado en unidades vendidas.
Al igual que con el juego original, fue muy elogiado, con Chris Carter de Destructoid diciendo que era lo que "el juego más ... clava". Matt Miller, de Game Informer, dijo que, al igual que el original, "el juego presenta unos tiroteos FPS marcadamente tensos mejorados con poderes aparentemente mágicos". Miller continuó diciendo que el mayor cambio en el juego fue bienvenido, refiriéndose a la reorganización de los destinos y al énfasis en la exploración. Evan Slead de Electronic Gaming Monthly (EGM) también elogió la exploración, pero no era partidario de la recategorización de las armas. Aunque dijo que la variedad de armas era divertida, las armas cinéticas "no parecían tener tanto impacto como sus contrapartes de Energía [arma]". Cody Pérez de Game Revolution, sin embargo, dio la bienvenida a las armas recategorizadas, diciendo que eran menos restrictivas y dijo que "Bungie es el amo del juego de pistola". Kallie Plagge de GameSpot dijo que el juego presenta principalmente la misma estructura que el original, incluido su "disparo mecánicamente excelente y la rutina de saqueo satisfactorio". Carter elogió los Sectores Perdidos y los eventos públicos, así como las misiones de historia adicionales y aventuras posteriores a la campaña. Miller dijo que los Sectores Perdidos fueron divertidos, pero se volvieron menos interesantes con lo que se hizo. Pérez, sin embargo, no era un fanático de las actividades de Aventuras y Sectores Perdidos, diciendo que eran una "desconexión [de] la campaña principal". Dijo que tenían contenido de relleno y que eran "monótonos y aburridos de lograr, carecían del corazón que llena la campaña". Alabó los eventos públicos ya que solo son periódicos.
La incursión del Leviatán recibió elogios y críticas. Miller of Game Informer afirmó que la incursión de Leviathan era "uno de los entornos más intrincados y fascinantes de Bungie hasta la fecha", alabando su estructura laberíntica con cofres ocultos y pasadizos secretos. Sin embargo, criticó el sistema de premios, afirmando que "separa la emoción del nuevo equipo del momento de la victoria", ya que no ofrece la mayor cantidad de botín hasta que se complete al 100%. Slead de EGM dijo que "el pan y la mantequilla del Destiny siguen siendo estas búsquedas post-campaña", también se refiere a las huelgas y la actividad semanal tipo Nightfall. Pérez de the revolution, dijo que no jugó ninguna de las incursiones del juego original, era un gran admirador de la incursión del Leviatán, declarando que excedía su exageración. Plagge de GameSpot dijo que "resolver [el ataque] a menudo los enigmas oscuros puede ser gratificante y frustrante", pero "cada falla te enseña algo nuevo".
El Destiny original fue ampliamente criticado por su historia. Destiny 2 , sin embargo, fue elogiado por sus mejoras en la historia y el acceso más fácil a la tradición del universo. Slead de EGM dijo que tiene una "historia más sólida" y Bungie arregló la "narración sinuosa desde el principio". Carter de Destructoid dijo que aunque su historia era similar a otras del mismo género, "es fácil de seguir e incluso más fácil de invertir, con el reparto del juego en un primer plano". Pérez de the revolution dijo que la historia "[me agarró] de una manera que solo la serie anterior de Bungie Halo "Dijo que hubo muchos momentos de asombro y más asombro, y que el juego tenía una narrativa significativa con un villano real. Plagge de GameSpot dijo que la historia sirve para su propósito principal y que su fuerza "reside en la atmósfera y en los detalles laterales", al tiempo que alaba su "triste banda sonora" como fantástica.
Miller, de Game Informer alabó el modo Crisol por sentirse más competitivo que el original Destiny, con el trabajo en equipo 'altamente valorado'. Sin embargo, Miller estaba "perplejo por la decisión de forzar a los jugadores a una de las dos listas de reproducción", en lugar de dejar que eligieran. También fue indiferente al cambio de hacer todos los modos cuatro contra cuatro, pero dijo que "el tamaño compacto del grupo demanda que todos hagan su trabajo, lo cual es genial". Pérez de The Revolution estaba decepcionado de que Crisol no recibiera "el mismo amor que el modo jugador único". Dijo que aunque los tamaños del son mapa más pequeños no eran algo malo, causa que el multijugador posea una acción sin parar, David Houghton de GamesRadar + dijo que los cambios en el modo Crisol "brillan en un formato de cooperación estrecha, centrado, claro y tácticamente cooperativo".
Entertainment Weekly clasificó a Destiny 2 en sexto lugar en su lista de los "Mejores juegos de 2017", GamesRadar + la clasificó séptima en su lista de los 25 mejores juegos de 2017, y Eurogamer también la clasificó séptima en su lista de "Top 50 de juegos de 2017", mientras Polygon lo clasificó 12 en su lista de los 50 mejores juegos de 2017. en Game Informer Election, fue de los lectores el mejor de los premios de 2017, el juego quedó en segundo lugar para "Mejor modo multijugador cooperativo" y para "Mejor tirador". El sitio web también le otorgó el "Mejor armamento" y "Mejor arma de fuego" en sus Premios Videojuego de disparos del año 2017. Ben "Yahtzee" de Croshaw, ocupó el tercer lugar en su lista de los juegos más blancos de 2017.
Destiny 2 fue nominado a "Mejor juego de PC", tanto en Destructoid Game, de las concesiones del año 2017 e IGN, en lo mejor de los premios de 2017, el último de los cuales también fue nominado para 'Mejor juego del año', "Mejor juego de Xbox One", "Mejor tirador", "Mejores gráficos", "Mejor música original" y "Mejor jugador multijugador". El juego ganó el premio al "Mejor Co-op juego" en PC Gamer 2017 Juego de las concesiones del año, y recibió una nominación para "Juego del año". [90]También fue subcampeón en "Mejor juego", "Mejor jugador multijugador" y "Juego del año" en los Premios al Juego del Año de Giant Bomb. It was also a runner-up each for "Best-Looking Game", "Best Multiplayer", and "Game of the Year" in Giant Bomb's 2017 Game of the Year Awards.

### Ventas
Destiny 2 fue el segundo juego más vendido en el 2017 (detrás de Call of Duty: WWII), y de salida vendió la mitad de su contraparte original, Destiny. Destiny 2 también se ha convertido en el juego más grande de PC para Activision, basado en el seguimiento del número de unidades vendidas del juego. Las descargas digitales de Destiny 2 fueron más de la mitad de las ventas totales del juego.